# Сіджак
Сіджа́к, Сиджак (узб. Sijjak, Сіжжак) —  селище в Бостанлицькому районі Ташкентської області Узбекистану. Відстань до районного центру – міста Газалкент – становить 50 км. Населення – 1780 жителів (1975).
У Сіджаку та його околицях було виявлено цілу низку археологічних пам'яток: археологічне поселення Сиджак, поселення XI-початку XIII століття Шавкаттепа (або Ойбошитепе), поховання Гурі Муг, Яловлік-мазар, Хазратимулло-мазар та інші.
Селище є туристичним місцем відпочинку.

## Етимологія назви
За легендою, назва Сіджак походить від словосполучення се чак — три частини. Вважається, що ця назва означає поділ земель селища натріє водотоками, що протікають через нього.

## Розташування
Сіджак розташований у Бостанлицькому районі Ташкентської області. Відстань до районного центру – міста Газалкент – становить 50 км.
Сіджак знаходиться у долині гірської річки Пскем, її правобережної частини, обмеженої Угамським хребтом. У центрі населеного пункту висота над рівнем моря дорівнює 959 м-коду.
Нині Сіджак опинився на північно-західному березі Чарвацького водосховища. Територія населеного пункту витягнута вздовж узбережжя. Вона прорізається стікаючими з хребта саями, які впадають у водосховище. Найбільшою річкою є Сіджаксай, що тече через центральну частину селища.
Через Сіджак проходить автошлях до верхів'ям Пскема (Р-10, далі Р-9).
У радянські роки кишлак розташовувався біля радгоспу «Бостанлик».

## Населення
За даними 1975 року, у Сіджаку проживало 1780 осіб. На відміну від інших населених пунктів, розташованих за Пскемом, Сіджак, в основному, заселений узбеками, а не таджиками. Населення займається скотарством, садівництвом, овочівництвом.

## Інфраструктура
Станом на 1970-ті роки в Сіджаку були школа, лікарня, аптека, відділення зв'язку, клуб та бібліотека.
Джерелом водопостачання є місцеві джерела.
Станом на 1973 рік у західній частині селища, за середньовічного мазару Хазратимулло-мазар, розташовувався і сучасний цвинтар.

## Історичні та археологічні пам'ятки
У Сіджаку та його околицях було виявлено цілу низку археологічних пам'яток. Усі вони відзначалися чи вивчалися Чарвакським археологічним загоном УзРСР 1963 року, проте розкопки (розвідувальні) проводилися лише Шавкаттепе.

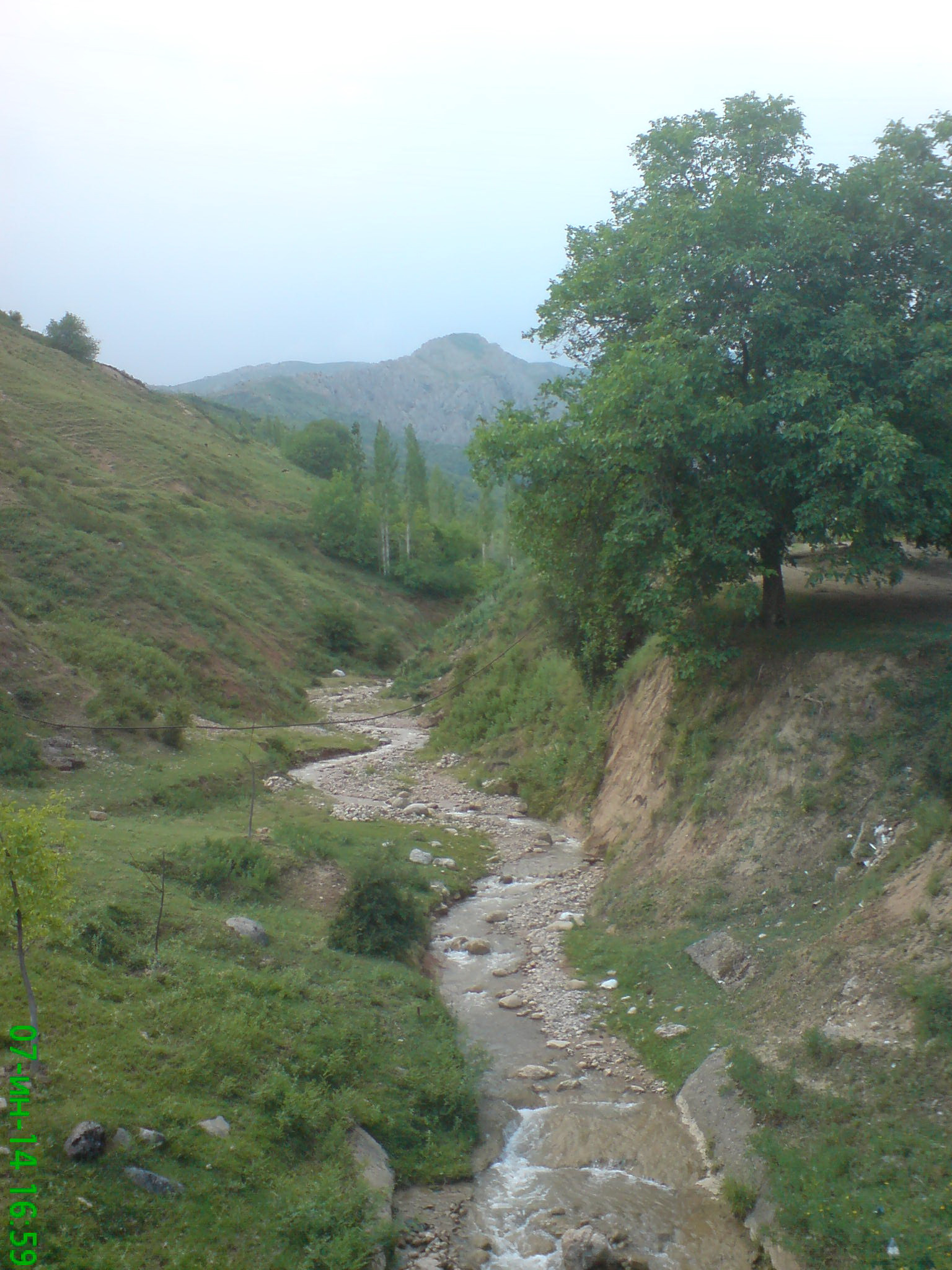
Сіджаксай у центрі Сіджака (червень)

Відоме археологічне поселення Сиджак. У північно-східній частині археологічної пам'ятки траплялися фрагменти поливного та неглазурованого посуду різного віку, а також керамічний шлак.
У південно-західній частині Сіджака, при впаданні в Пскем припливу Шавкатсай, знаходилося поселення XI-початку XIII століття, руїни якого відомі під назвами Шавкаттепа та Ойбошитепе. Це поселення було укріпленим, маючи оборонну стіну, у північно-західному кутку якої чітко виявлялася вежа. Розвідувальні розкопки 1963 року розкрили культурний шар глибиною 2 м і виявили частину приміщення зі стінами із цегли-сирцю. Також були виявлені фрагменти судин та залізного ножа. Загальна площа укріпленого поселення дорівнює 1600 м ².
На 400 м вище від Ойбошитепе по Шавкатсаю знаходилося ще одне, безіменне археологічне поселення, проте воно було знищене орними роботами на річковій терасі. Тут знаходили уламки поливних та неглазурованих судин (датуються XI—XII та XV—XVI століттями), керамічний та металевий шлак, фрагменти стінок металургійних печей.
На майданчику в північно-східній частині Сіджаку, згодом розораного, відоме поховання Гурі Муг. Гурі Муг є могильником мугів. За розповідями, зібраними у мешканців селища, тут знаходили великі кістки похованих та хуми з кістками. Археологічні дослідження підтвердили наявність остеологічного матеріалу на глибині 3 м і зафіксували наявність підйомного керамічного матеріалу.
У центральній та західній частині Сіджака (станом на 1973 рік) відомі два мазари — Яловлик-мазар та Хазратимулло-мазар. Яловлік-Мазар вважається похоронним комплексом. Комплекс представлений чотирма кайраками, на трьох із яких є написи. Комплекс Хазратимулло-мазар представлений трьома кайраками, що збереглися, що опинилися на території сучасного цвинтаря. Надгробки з написами становлять інтерес як зразки епіграфіки та історичну пам'ятку. На одному з могильних каменів є датування 815 роком хіджри, що відповідає 1412—1413 н.
Крім того, вище Сіджака, на правому березі річки Кульсай розташовані археологічні поселення Баляндтепе і Культепе, а нижче селища, правому березі Шаршарасая — два невеликі гроти.
У 1963 році чабан К. Ерматов біля Кокягнак на території селища виявив скарб, який відносять до XI століття. Клад знаходився в глиняному глечику. У складі скарбу були 8 срібних браслетів, які мають завершення у вигляді зміїної голови, 8 коробочок для тумарів, 27 бубонців, 1 носова сережка (так званий бурундук) та ланцюжки невеликого розміру. Знахідка зберігається у Музеї народів Узбекистану.

## Туризм
Сіджак є найпопулярнішим туристичним місцем відпочинку. В оренду туристам місцеві жителі здають тапчани або цілі будинки, що є для них додатковим джерелом заробітку.

## Екологія
Останніми роками русла саїв біля Сиджака серйозно забруднюються побутовим сміттям. Місцеве населення знаходить господарське застосування для більшості своїх побутових відходів, проте сміття залишають численні туристи.